# Pentatló modern als Jocs Olímpics d'estiu de 1932
Als Jocs Olímpics d'Estiu de 1932 celebrats a la ciutat de Los Angeles (Estats Units) es disputà una prova de pentatló modern en categoria masculina.
Aquest esport combina proves de tir (competició de tir de 10 metres de distància), esgrima (competició d'espasa), natació (200 metres lliures), hípica (concurs de salts d'obstacles) i cros.

## Comitès participants
Hi participaren un total de 24 de 10 comitès nacionals diferents:
| - Alemanya (3) - Estats Units (3) - França (1) - Hongria (3) - Itàlia (3) | - Mèxic (2) - Països Baixos (1) - Portugal (2) - Regne Unit (3) - Suècia (3) |

## Resum de medalles
| Prova           | Or                | Argent     | Bronze       |
| Pentatló modern | Johan Oxenstierna | Bo Lindman | Richard Mayo |

## Resultats
| Posició | Atleta                       | Nació         | Hípica | Esgrima | Tir | Natació | Atletisme | Total |
| ------- | ---------------------------- | ------------- | ------ | ------- | --- | ------- | --------- | ----- |
| 1       | Johan Gabriel Oxenstierna    | Suècia        | 4      | 14      | 2   | 5       | 7         | 32    |
| 2       | Bo Lindman                   | Suècia        | 1      | 2½      | 19  | 9       | 4         | 35½   |
| 3       | Richard Mayo                 | Estats Units  | 2      | 4½      | 1   | 14      | 17        | 38½   |
| 4       | Sven Thofelt                 | Suècia        | 15     | 1       | 9   | 1       | 13        | 39    |
| 5       | Willi Remer                  | Alemanya      | 12     | 10      | 4   | 13      | 8         | 47    |
| 6       | Conrad Miersch               | Alemanya      | 10     | 10      | 5   | 17      | 6         | 48    |
| 7       | Elemér Somfay                | Hongria       | 20     | 4½      | 6   | 12      | 10        | 52½   |
| 8       | Charles Percy Digby Legard   | Regne Unit    | 6      | 18      | 10  | 18      | 1         | 53    |
| 9       | Carlo Simonetti              | Itàlia        | 8      | 6       | 3   | 15      | 21        | 53    |
| 10      | Ivan Duranthon               | França        | 7      | 7½      | 18  | 19      | 3         | 54½   |
| 11      | Brookner Brady               | Estats Units  | 5      | 12      | 20  | 3       | 16        | 56    |
| 12      | Eugenio Pagnini              | Itàlia        | 9      | 13      | 21  | 2       | 11½       | 56½   |
| 13      | Clayton Mansfield            | Estats Units  | 13     | 7½      | 16  | 6       | 18        | 60½   |
| 14      | Vernon William Barlow        | Regne Unit    | 3      | 22      | 14  | 7       | 15        | 61    |
| 15      | Jeffrey McDougall            | Regne Unit    | 24     | 20      | 12  | 4       | 2         | 62    |
| 16      | Willem Johannes van Rhijn    | Països Baixos | 19     | 16      | 13  | 10      | 5         | 63    |
| 17      | Helmuth Naudé                | Alemanya      | 18     | 10      | 15  | 11      | 9         | 63    |
| 18      | Tibor Benkö                  | Hongria       | 11     | 15      | 11  | 16      | 11½       | 64½   |
| 19      | Imre Petneházy               | Hongria       | 16     | 20      | 7   | 8       | 14        | 65    |
| 20      | Francesco Pacini             | Itàlia        | 14     | 2½      | 23  | 23      | 22        | 84½   |
| 21      | Miguel Ortega Casanova       | Mèxic         | 24     | 20      | 8   | 24      | 19        | 95    |
| 22      | Rafael Afonso de Sousa       | Portugal      | 21     | 23      | 17  | 21      | 20        | 102   |
| 23      | Sebastião Herédia            | Portugal      | 22     | 17      | 24  | 20      | 23        | 106   |
| 24      | José Morales Morales Mendoza | Mèxic         | 17     | 24      | 22  | 22      | 24        | 109   |
| 25      | Humberto Anguiano            | Mèxic         |        |         |     |         |           | DNF   |

## Medaller
| Posició | País         | Or | Argent | Bronze | Total |
| 1       | Suècia       | 1  | 1      | 0      | 2     |
| 2       | Estats Units | 0  | 0      | 1      | 1     |